# Леон Арена
«Леон Арена» (название с 1 августа 2023 года; ранее — «Сатурн») — футбольный стадион в городе Раменское (Московская область, Россия). Домашний стадион футбольного клуба «Леон Сатурн», вместимость 14 685 зрителей. Стадион был открыт в 1999 году (построен на месте старого стадиона, имевшего две трибуны). В мае—июне 2002 года стадион «Сатурн» был реконструирован.

## Чемпионское поле
Два чемпиона России по футболу узнали о своём чемпионстве именно на газоне «Сатурна». 11 ноября в 30-м туре чемпионата 2007 года раменчане принимали «Зенит», который перед игрой опережал на 2 очка своего единственного оставшегося конкурента в битве за первенство — московский «Спартак», чей матч с московским «Динамо» проходил в то же время в Лужниках. Обе лидирующие команды одержали победы, поэтому расклад сил не изменился и петербуржцам вручили доставленный на стадион в компенсированное время второго тайма чемпионский кубок.
2 ноября 2008 года в 27-м туре следующего чемпионата «Сатурна» принимал казанский «Рубин», который имел семиочковое преимущество над шедшим вторым ЦСКА, за день до этого уже проигравшим свой матч этого тура. Счёт был открыт гостями только на 75-й минуте, а через 5 минут хозяева его сравняли. Победный гол на 89-й минуте забил казанский серб Саво Милошевич, что и сделало гостей чемпионами. После матча гости начали на поле праздновать свою победу, подбрасывать вверх своего главного тренера Курбана Бердыева, но кубок им пообещали вручить только 9 ноября в матче 28-го тура на их домашнем стадионе «Центральный».

## Другие клубы в качестве хозяев поля
В 2000—2001 годах в связи с реконструкцией московского стадиона «Локомотив» домашние матчи на стадионе «Сатурн» (в том числе — в 1/16 финала Кубка УЕФА-2000/01 и в третьем квалификационном раунде Лиги чемпионов-2001/02) проводил московский «Локомотив».
В сезоне 2013/2014 домашние матчи на стадионе проводило московское «Торпедо», которое не могло согласовать свои матчи на стадионе им. Э. Стрельцова в Москве.
Также, махачкалинский «Анжи» проводил здесь еврокубковые игры (группового турнира, а также 1/16 и 1/8 финала) в Лиге Европы 2013/14.
27 июня 2019 года на этом стадионе был сыгран матч между любительским клубом Никиты Ковальчука ФК КФ и самым старым футбольным клубом в мире — «Шеффилдом» из Англии, в рамках турне последнего по России. Встреча, собравшая на трибунах 5 тысяч зрителей, завершилась победой КФ 2:1, а победный мяч забил приглашённый в состав КФ экс-футболист сборной России Дмитрий Сычев.

## Матчи женской сборной России по футболу
| 08.06.2017 товарищеский | Россия                                                      | 5:2        | Сербия                     | Раменское                                          |
| 19:00                   | Данилова 65′, 67′, 85′ (пен.) · Макаренко 69′ · Карпова 80′ | live Отчет | Миятович 51′ · Вукович 63′ | Стадион: Сатурн Зрителей: 1000 Судья: Пустовойтова |

| 11.06.2017 товарищеский | Россия                      | 2:0        | Сербия | Раменское                                        |
| 15:00                   | Данилова 42′ · Фёдорова 52′ | live Отчет |        | Стадион: Сатурн Зрителей: 3700 Судья: Пономарева |

## Основные характеристики стадиона
- Газон оборудован подогревом и автоматической системой полива.
- Размер поля составляет 105×68 м.
- Ложа для прессы на 120 человек.
- Имеются четыре современные комментаторские кабины.
- Имеет пластиковые сидения.
- Видеотабло Ната 133 SMD.RGB/336х480

Второе (тренировочное) поле стадиона имеет трибуны, вмещающие 1020 зрителей, электронное табло и две раздевалки.